# Hörgertshausen
Hörgertshausen – miejscowość i gmina w Niemczech, w kraju związkowym Bawaria, w rejencji Górna Bawaria, w regionie Monachium, w powiecie Freising, wchodzi w skład wspólnoty administracyjnej Mauern. Leży około 20 km na północny wschód od Freising.

## Dzielnice
Dzielnicami w gminie są: Ammersberg, Bergmartl, Doidorf, Eckelsberg, Fuchswinkl, Goglhof, Gröben, Gütersberg, Haider, Haslreuth, Hinterschlag, Höfl, Holzhäuseln, Holzhaus, Holzmichl, Hub, Kehrer am Biber, Kimoden, Lackermann, Limmer zu der Linden, Margarethenried, Neuöd, Niederschönbuch, Oberschönbuch, Öd, Peterswahl, Reissen, Sammetsreith, St. Alban, Saxberg, Schlaghäuseln, Sielstetten, Sixt in der Point, Spitzstidl, Stadlhof, Vorderschlag, Wies i Wiesenberg.

## Demografia
Dane o ludności z 31 grudnia 2008:
| Opis                                | Ogółem | Ogółem | Kobiety | Kobiety | Mężczyźni | Mężczyźni |
| ----------------------------------- | ------ | ------ | ------- | ------- | --------- | --------- |
| Jednostka                           | osób   | %      | osób    | %       | osób      | %         |
| Populacja                           | 1884   | 100    | 930     | 49,36   | 954       | 50,64     |
| Wiek przedprodukcyjny (0–17 lat)    | 357    | 18,95  | 174     | 9,24    | 183       | 9,71      |
| Wiek produkcyjny (18–65 lat)        | 1182   | 62,74  | 569     | 30,2    | 613       | 32,54     |
| Wiek poprodukcyjny (powyżej 65 lat) | 345    | 18,31  | 187     | 9,93    | 158       | 8,39      |

## Polityka
Wójtem gminy jest Heinrich Kiermeier, rada gminy składa się z 12 osób.
|      | FWG | Razem |
| 2008 | 12  | 12    |
| 2002 | 12  | 12    |